# Бреле
Бреле (фр. Brélès) је насељено место у Француској у региону Бретања, у департману Финистер.
По подацима из 2011. године у општини је живело 825 становника, а густина насељености је износила 58,68 становника/km².

## Демографија
| 1962. | 1968. | 1975. | 1982. | 1990. | 2011. |
| ----- | ----- | ----- | ----- | ----- | ----- |
| 689   | 624   | 528   | 600   | 763   | 825   |